# Copiapoa echinoides
Copiapoa echinoides là một loài thực vật có hoa trong họ Cactaceae. Loài này được (Lem. ex Salm-Dyck) Britton & Rose mô tả khoa học đầu tiên năm 1922.

## Hình ảnh

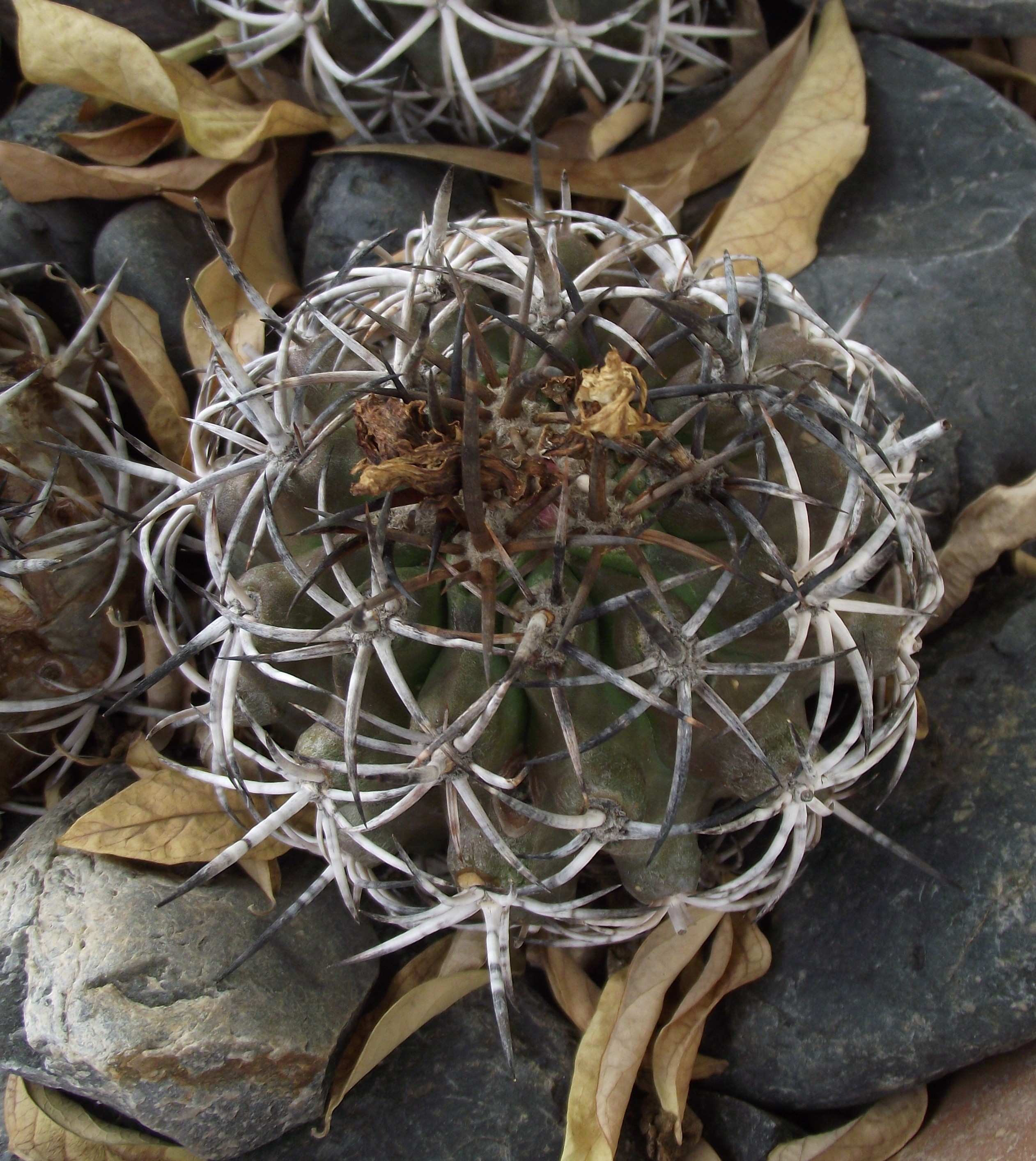
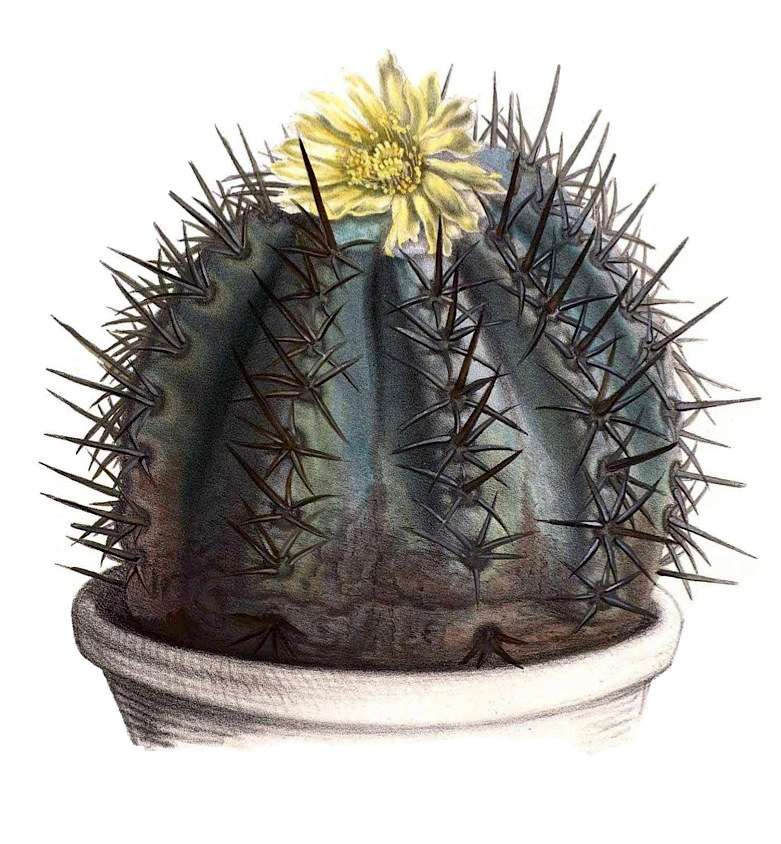